# Phyllonorycter hesperiella
Phyllonorycter hesperiella là một loài bướm đêm thuộc họ Gracillariidae. Nó được tìm thấy ở bán đảo Iberia.
Ấu trùng ăn Lygos monosperma, Quercus coccifera và Quercus robur. Chúng ăn lá nơi chúng làm tổ. They create a blotch mine on the underside of the leaf.